# 蒲察胡盞
蒲察胡盞，案出滸水人。金国将领。

## 传记
蒲察胡盞18岁参军，其父特廝死后，承袭為謀克。
天輔年間，夏国以三萬军队从天德路出动，胡盞跟随完颜婁室迎戰，以兵三百打败敌军两千人。天會三年，大軍攻太原，城中出动一萬余人交战，胡盞以他带领的千戶軍攻击，又在榆次境内打败三万多敌军。六年，跟随婁室攻打京兆，以所部兵多次与宋军交戰，都以先登有功。七年，夺取邠州时，遇宋军二十余萬，金軍右翼稍微退后。当时胡盞任左翼千戶，他挫败了宋军的先锋，冲入敌阵，敌人失败就跑了。在富平打敗張浚，又有功。十三年，在臨洮攻擊關師古眾三萬餘。從攻涇州，從破德順、秦、鞏、臨洮、河、蘭等州，破吳璘军，胡盞都出了力。授德順州刺史，改任隴州防禦使。鳳翔尹。去世，年五十五岁。